# Cistopus taiwanicus
Cistopus taiwanicus is een inktvissensoort uit de familie van de Octopodidae. De wetenschappelijke naam van de soort is voor het eerst geldig gepubliceerd in 2009 door J.X. Liao & C.C. Lu.